# طائفة أركش
طائفة أركش هي إحدى ممالك الطوائف التي أسسها بنو خزرون في جنوب الأندلس بعد تفكك الدولة الأموية في الأندلس إثر اندلاع فتنة الأندلس.

## تاريخها
ينتمي بنو خزرون إلى قبيلة زناتة، وقد وفدوا على الأندلس بقيادة زعيمهم أبو عبد الله محمد بن خزرون بن عبدون الخزري في عهد الدولة العامرية. وفي زمن الفتنة، استقل ابن خزرون بقلشانة التابعة لكورة شذونة قرب أركش عام 402 هـ. ثم ضم أركش، وجعلها قاعدة ملكه، وتلقب بعماد الدولة، وظل في الحكم حتى عام 420 هـ، فخلفه ابنه عبدون بن خزرون، وظل في الحكم حتى عام 445 هـ، حيث قُتل مع محمد بن نوح الدمري صاحب مورور في كمين أعده المعتضد بن عباد في إشبيلية، فخلفه أخوه محمد بن خزرون والمتلقب بالقائم. ابتنى ابن عباد حصنًا قرب أركش، ليكون منطلقًا للهجمات على أراضي ابن خزرون، حتى وجد القائم نفسه لا يقوى على مقاومة هجمات ابن عباد. فراسل باديس بن حبوس صاحب غرناطة عام 461 هـ، ليعرض عليه التنازل عن أراضيه مقابل أن يمنحه أراضى أخرى في بلاده. وافق باديس، وبعث بقوة تعاون بني خزرون على مغادرة أركش، إلا أن قوات لابن عباد اعترضهم، واشتبكت معهم في معركة قتل فيها القائم، واستولى المعتضد على أركش والمناطق التابعة لها.(

## حكام الطائفة
- عماد الدولة محمد بن خزرون بن عبدون الزناتي (402-420)هـ
- عبدون بن محمد (420-446)هـ
- القائم محمد بن محمد بن خزرزن (446-460)هـ